# Dębina (Bugaj)
Dębina – przysiółek wsi Bugaj w Polsce, położony w  województwie świętokrzyskim, w powiecie pińczowskim, w gminie Pińczów.
W latach 1975–1998 przysiółek administracyjnie należał do województwa kieleckiego.